# Carex bostrychostigma
Espèce
Classification phylogénétique
Carex bostrychostigma est une espèce de plantes du genre Carex et de la famille des Cyperaceae.